# ピタ・アーキ
ピタ・ジョーダン・アーキ（Pita Jordan Ahki、1992年9月24日 - ）は、トップ14・スタッド・トゥールーザンに所属するラグビーユニオン選手。

## プロフィール
- ニュージーランド・オークランド出身[1]。
- ポジションはセンター(CTB)。
- 身長 180cm、体重 98kg
- U20トンガ代表・U20ニュージーランド代表に選ばれたことがある[2]。
- トンガ代表キャップ数は12(2025年1月現在）でラグビーワールドカップ2023のトンガ代表に選ばれた[3]。

## 略歴
ノースハーバー、ブルーズ、ハリケーンズ、ワイカト、コナートを経て、2018年、トゥールーズに加入。